# Marija Breznik
Marija (Mimi) Breznik, slovenska zastopnica pravic slepih in slabovidnih, * 13. marec 1917, Ljubljana, Avstro-Ogrska; † 2. december 1979, Ljubljana, SFRJ.

## Življenje in delo
Njen dekliški priimek je bil Letnar. Izučila se je za trgovko, kmalu ji je začel pešati vid. Zaradi atrofije vidnega živca je oslepela, ko je bila stara 19 let. Takrat je bil njen otrok star 6 mesecev.
Med drugo svetovno vojno je pomagala partizanom s poslušanjem tujih radijskih postaj in prenašanjem novic. Po vojni se je udejstvovala v ljubljanski organizaciji Združenja slepih Jugoslavije za Slovenijo. Od leta 1956 je bila podpredsednica Združenja slepih Slovenije, ki se je leto kasneje preimenovalo v Zvezo slepih Slovenije. Od 1960 do 1975 je bila njena predsednica. Med njenim predsedovanjem je Zveza dosegla napredek pri zaposlovanju slepih, v kulturnoprosvetnih dejavnostih in v prepoznavnosti organizacije v javnem življenju. Še posebno se je odlikovala v skrbi za slepe in slabovidne ženske; na njeno pobudo so začeli izdajati časopis v brajici z naslovom Obzornik za ženo in družino. Bila je članica uredniškega odbora časopisa Moj prijatelj.
Razvijali so program ohranjanja zdravja v domovih oddiha Zveze na Okroglem pri Kranju in v Piranu. Pridobili so tudi dom oddiha v Izoli, ki se imenuje po njej. 10. decembra 1974 je Zveza slepih Slovenije razširila svojo skrb tudi na slabovidne in se preimenovala v Zvezo slepih in slabovidnih Slovenije.
S svojim delom in aktivnostjo je Breznikova pomembno vplivala na razvoj organizacije oziroma organizirane skrbi za slepe in slabovidne v Sloveniji.